# María José Palacios
María José Palacios Espinoza (Piquiucho, Valle del Chota, Carchi, 18 de octubre de 1998) es una boxeadora ecuatoriana. 
Se inició a los 14 años por influenciade su entrenador Manuel 'La Sombra' Delgado. Estudió psicología con la proyección de ayudar a otros deportistas. Su primera experiencia internacional fue en el 2017 con destacada actuación en los Juegos Bolivarianos de Santa Marta. En el 2018 ganó la medalla de bronce en los Juegos Sudamericanos de Cochabamba. En el 2023 obtuvo medalla de bronce en los Juegos Panamericanos de Santiago. Tiene dos participaciones en Olimpiadas Tokio 2020 y París 2024.

## Palmarés internacional
- Ganó medalla de bronce en los XI Juegos Suramericanos Cochabamba 2018.[4]
- Compitió en el evento de peso ligero femenino en los Juegos Olímpicos de Tokio 2020.[5]
- Obtuvo medalla de bronce en los Juegos Panamericanos de 2023.[6]
- Ganó Diploma Olímpico en los Juegos Olímpicos de París 2024 al perder la competición en los cuartos de final de la categoría de 60 kg en el certamen, al ser eliminada por decisión dividida de los jueces.[4]